# Paraxerus vexillarius
Paraxerus vexillarius là một loài động vật có vú trong họ Sóc, bộ Gặm nhấm. Loài này được Kershaw mô tả năm 1923.